# Никодим (Федотов)
Митрополит Никодим (рум. Mitropolitul Nicodim, в миру Никифор Федотов, рум. Nichifor Feodotov; ок. 1855 — 15 октября 1926, Слава-Русэ, Румыния) — епископ Древлеправославной Церкви Христовой (старообрядцев, приемлющих белокриницкую иерархию), митрополит Белокриницкий.

## Биография
Служил в сане диакона в Журиловке (Добрудже), потом священником в селении Сарикёй.
13 октября 1919 года по пострижении в иночество с именем Никодим и рукоположен в сан епископа Тульчинского. Хиротонию совершил митрополит Макарий (Лобов) в сослужении епископа Славского Леонтия.
После смерти епископа Славского Леонтия в феврале 1921 года, был назначен также управляющим Славской епархией.
24 сентября 1924 года на Ясском Соборе был избран митрополитом и в том же году 1 октября возведён в это достоинство.
15 октября 1926 года в возрасте 71 года скончался в Славском Успенском мужском монастыре, где и был погребён.